# Zavyalovsky (huyện của Altai)
Huyện Zavyalovsky (tiếng Nga: ? райо́н) là một huyện hành chính tự quản (raion), của Vùng Altai, Nga. Huyện có diện tích 2201 kilômét vuông, dân số thời điểm ngày 1 tháng 1 năm 2000 là 15500 người. Trung tâm của huyện đóng ở Zav'yalovo.